# Garangao
Garangao ist ein traditionelles Kinderfest, das in der 15. Nacht des Ramadan (also am Abend nach dem Fastenbrechen des 14. Tages) gefeiert wird. Das Fest wird in der Golfregion (speziell in Katar) gefeiert und soll seine Ursprünge in der Perlentaucher-Zeit haben. Die Kinder schmücken sich mit regionalen Festgewändern, tragen Stoffbeutel um den Hals, gehen in Gruppen in der Nachbarschaft umher, singen besondere Garangao-Lieder vor den Häusern der Nachbarn und bekommen dann Nüsse und Süßigkeiten.

## Ursprünge
Dieser Brauch hat in den verschiedenen Ländern auch unterschiedliche Namen: in Katar und Bahrain Garangao oder Garangaou, in Saudi-Arabien Karkee'aan oder Qariqaan, in Kuwait Gargee'aan, in Irak Majeena oder Al-Karkiaan, in Oman Garangashoch, At-Tablah, oder Qarnakosh und in den Vereinigten Arabischen Emiraten wird es Hag Al-Leylah genannt. Auch die Lieder, die die Kinder singen, sind von Region zu Region unterschiedlich.
Der Legende nach soll der Brauch auf die Geburt von Mohammeds Enkel Hassan zurückgehen: Als dieser mitten im heiligen Monat Ramadan geboren wurde, war seine Familie so glücklich, dass seine Mutter (Mohammeds Tochter Fatima) bunte Süßigkeiten an Verwandte und Nachbarn verteilte.
Mit Sicherheit kann dieser Brauch jedoch bis in die Periode der Abbasiden zurückverfolgt werden.
Garangao oder Gargee'aan wird auf das Wort Gara zurückgeführt, das den Klang von zusammenprallenden Gegenständen beschreibt, wie der Klang von Nüssen und Süßigkeiten in den Tüten der Kinder oder das Klopfen der Kinder an die Türen und Pforten.